# 光法駅
光法駅（みつのりえき）は、かつて佐賀県佐賀市北川副町大字光法に設置されていた、日本国有鉄道（国鉄）佐賀線の駅（廃駅）である。佐賀線の廃止に伴い、1987年（昭和62年）3月28日に廃駅となった。

## 歴史
- 1938年（昭和13年）9月10日：国有鉄道佐賀線の南佐賀駅 - 諸富駅間に新設[1]。旅客のみ取扱い[1]。
- 1944年（昭和19年）11月11日：前日限りで運輸営業休止[3]。
- 1947年（昭和22年）2月11日：営業再開。旅客、荷物を取扱い[4]。
- 1963年（昭和38年）4月1日：業務委託駅となる（日本交通観光社に委託）[5]。
- 1967年（昭和42年）4月1日：荷物取り扱い廃止[2]。
- 1987年（昭和62年）3月28日：佐賀線の全線廃止に伴い、廃駅となる[2]。

## 駅構造
廃止時は、単式ホーム1面1線を持つ無人駅であった。

## 駅跡
廃線後の跡地は、徐福サイクルロードの一部として、整備されている。

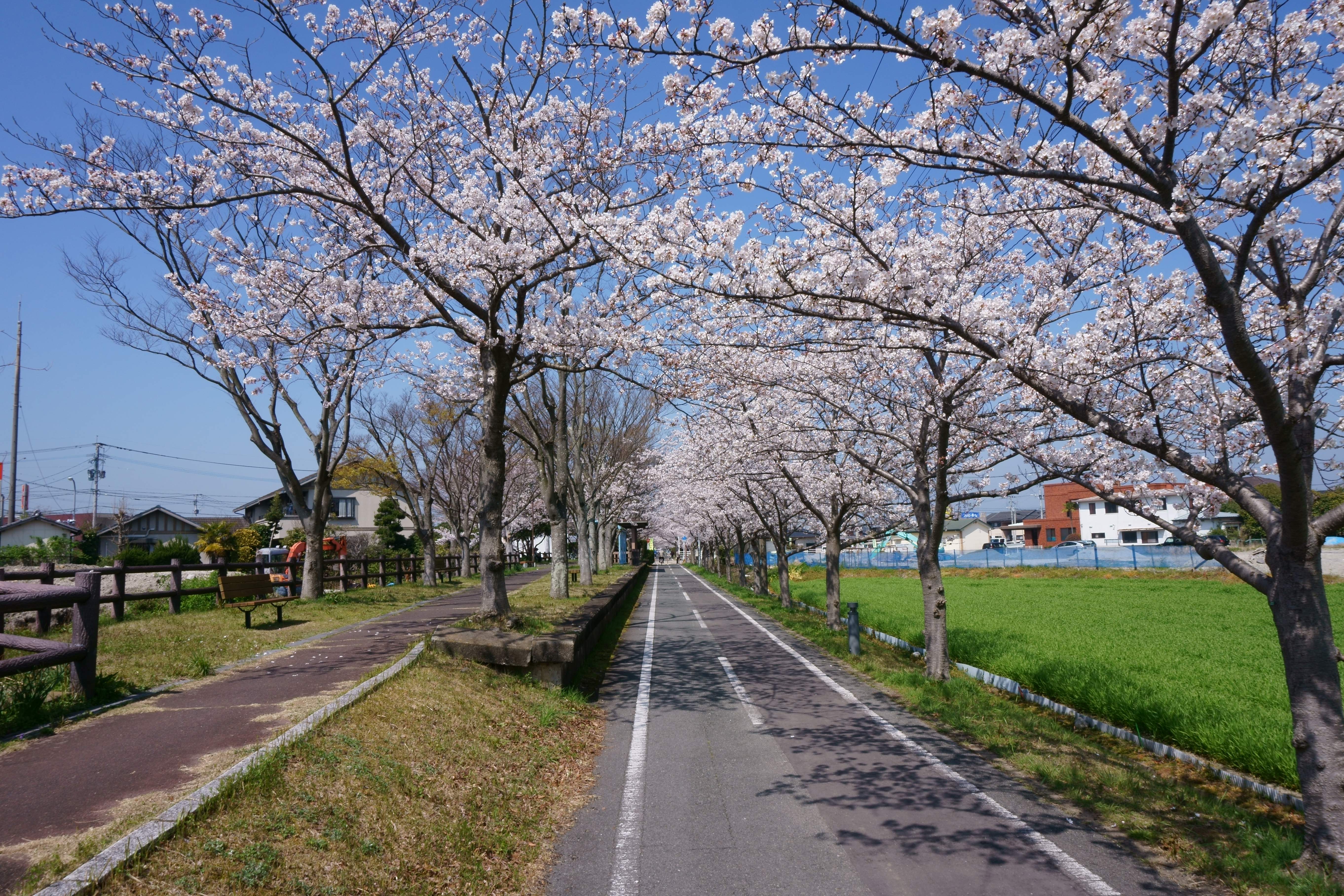
駅跡に遺るプラットホームと徐福サイクルロード（2018年3月）

## 隣の駅
日本国有鉄道
佐賀線
南佐賀駅 - 光法駅 - 諸富駅